# 高林寺 (二本松市)
高林寺（こうりんじ）は、福島県二本松市太田に所在する曹洞宗の寺院。「紫陽花の海」と表現されるほどの紫陽花の名所として知られる。

## 概要
別名、「紫陽花寺」とも呼ばれる。1980年頃、前住職が檀家から紫陽花をもらったのをきっかけに紫陽花の収集を始め、勾配のある裏山の草を刈り、杉林を拓いて紫陽花を植え続け、やがては30種、5000株もの紫陽花が咲く紫陽花の名所として知られるようになった。
石原裕次郎の7回忌法要の際は、祭壇には高林寺の紫陽花が使用された。

## 文化財等
- 高林寺の涅槃画像
旧東和町時代に指定。作成年代は江戸時代、作者不明。釈尊入滅の場に集まった菩薩、羅漢、信徒たちが悲嘆にくれる情景を描いたもの[3]。

## 交通アクセス
- 東北自動車道二本松インターチェンジから車で20分